# 卡爾·邁克爾·貝爾曼
卡爾·邁克爾·貝爾曼（瑞典語：Carl Michael Bellman，1740年2月4日—1795年2月11日）瑞典歌曲作家、作曲家、音乐家、诗人和艺人，瑞典歌曲传统的核心人物，至今仍对瑞典音乐和斯堪的纳维亚文学产生强大影响。人们将他与莎士比亚、贝多芬、莫扎特和霍加斯相提并论，但他的天赋是独一无二的，他使用优雅的洛可可古典元素与肮脏的饮酒和卖淫形成喜剧对比。